# Андрійково (Артинський міський округ)
Андрі́йково (рос. Андрейково) — присілок у складі Артинського міського округу Свердловської області.
Населення — 259 осіб (2010, 305 у 2002).
Національний склад станом на 2002 рік: марійці — 89 %.